# Odoacre
Odoacre (en latin Odoacer ou Odovacer, ou, plus complètement Flavius Odoacer), né vers 433 et mort assassiné le 16 mars 493 à Ravenne, est un général de l'empire romain, particulièrement connu pour avoir déposé l'empereur Romulus Augustule en 476, mettant fin à l'empire romain d'Occident (285–476) auquel se substituent différents royaumes germaniques, Odoacre lui-même établissant son pouvoir en Italie avec le titre de patrice, en théorie sous l'égide de l'empereur d'Orient.
Fils d'un collaborateur germain du roi des Huns Attila, vaincu en 451 par Aetius, il apparaît vers 460 en Gaule à la tête d'une troupe de Saxons, puis participe à la guerre civile qui oppose le général romain Ricimer et l'empereur romain Anthémius. Il sert ensuite dans l'armée impériale à la tête de troupes mercenaires qui, irrégulièrement soldées, se révoltent contre le patrice Oreste, père de l'empereur romain Romulus Augustule, et proclament Odoacre « roi ». À la tête de ces troupes, il bat le comte Paulus, frère d'Oreste, et prononce la déchéance du jeune empereur.
Ayant ramené la paix dans une Italie en crise depuis trente ans, Odoacre gouverne la péninsule depuis Ravenne avec le soutien du Sénat romain, au nom de l'empereur d'Orient Zénon auquel il a restitué les insignes impériaux d'Occident. Odoacre se voit alors conférer le titre de patrice d'Italie dans un empire théoriquement réunifié sous l'autorité de l'empereur résidant à Constantinople.
S'étant emparé de la Dalmatie, Odoacre doit se battre à partir de 488 contre les Ostrogoths de Théodoric le Grand, d'ailleurs soutenus par Zénon. Vaincu, Odoacre se réfugie à Ravenne où, après un siège de trois ans, il meurt assassiné par Théodoric le Grand 16 mars 493 au cours d'un banquet supposé sceller la paix retrouvée.

## Origines ethniques et familiales
Le manque de sources disponibles sur cet acteur important de l'histoire romaine a souvent laissé place dans l'historiographie à l'imagination et aux inventions sur son personnage.

### Ethnie
À l'instar de nombre d'officiers supérieurs d'origine étrangère servant dans l'armée de l'Empire romain durant l'Antiquité tardive, l'identité ethnique d'Odoacre est incertaine. Ses origines sont probablement mêlées, état de choses qui intéressait d'ailleurs assez peu ses contemporains.
De son vivant, Odoacre a pu être décrit comme un thuringien (ou turcilinguere), un ruge, voire un goth. Lorsqu'il reçoit un commandement dans l'armée romaine, les troupes mercenaires qu'il dirige sont groupées sous l'appellation de « Hérules » et le Consularia Italica le désigne comme « roi (rex) des Hérules ».

### Famille
Il est vraisemblablement né d'une mère (dont on ignore le nom) skire. 
Son père porte le nom germanique d'Edika (ou Edecon). Il fait partie des proches collaborateurs d'Attila, pour qui il conduit une ambassade à Constantinople, ce qui ne lui confère pas des origines hunniques, Attila ayant nombre d'officiers germains à son service.
Odoacre a un frère aîné, Hunulf, qui lui aussi entre dans l’armée de l’Empire romain d’Orient, où il devient magister militum per Illyrium (« commandant en chef en Illyrie »). En 479, Hunulf rejoint son frère, dont il devient le bras droit.
Odoacre épouse Sunigilda avec laquelle il a un fils nommé Thela.
Sur le plan religieux, il est chrétien de confession arienne.

## Soldat dans l’armée romaine d’Occident (460-476)
Odoacre passe probablement sa jeunesse à la cour d’Attila, puis s’enrôle dans l’armée romaine vers l'âge de trente ans, alors que le règne d’Anthémius commence à chanceler.
La première mention d’Odoacre pourrait être contenue dans un fragment de la chronique de Grégoire de Tours Decem Libri Historiarum, lequel raconte les batailles du roi des Francs Childéric Ier, d’Ægidius, du comte Paul et d’un certain « Adovacrius » ou « Odovacrius » dans les années 460. Il n’est pas certain toutefois qu’il s’agisse bien du même Odoacre. Jordanes en fait avec Hunulf, son frère, l’un des chefs skyres qui défont les Ostrogoths lors de la bataille de la rivière Bolia (en) dans les années 460.
Le premier fait certain relaté dans les sources a lieu lors du départ d’Odoacre de Pannonie. Un moine, du nom de Séverin, a établi en Norique un petit royaume théocratique. D’une grande austérité, ce moine réputé « saint » de son vivant est considéré comme un prophète dont tous les actes sont des miracles et les paroles des prédictions. Odoacre, alors « jeune homme de grande taille et vêtu de pauvres habits » s’arrête dans la cellule de l’ermite, lequel lui dit avant son départ : « Poursuis ta route ; va en Italie sous les peaux grossières qui te couvrent. Le temps n’est pas loin où le moindre des cadeaux que tu distribueras à tes amis vaudra mieux que tout le bagage qui fait maintenant ta richesse. »
Il s'enrôle alors en qualité de doryphore ou porte-lance dans la garde de l’empereur Anthémius. En 472, il se range aux côtés de Ricimer dans la guerre qui oppose celui-ci à l’empereur. Ricimer réussit à déposer Anthémius, mais meurt six semaines plus tard. Olybrius et Glycérius lui succèdent mais ne sont pas reconnus par l’empereur Zénon qui envoie le général Julius Nepos. Nepos parvient à chasser Glycérius ; Julius Nepos est proclamé empereur d'Occident le 24 juin 474. Impopulaire, il est renversé par le général Flavius Oreste, Pannonien comme Odoacre, jusque-là commandant des troupes romaines en Gaule, qui installe son propre fils, Romulus Augustulus, sur le trône. Au début de sa carrière, Flavius Oreste a été secrétaire d’Attila et s’est brouillé avec le père d’Odoacre. Ennemis, Oreste et Odoacre se retrouvent tous deux en Italie, Oreste comme commandant en chef des armées et Odoacre comme le plus élevé en dignité des chefs barbares servant dans cette même armée.

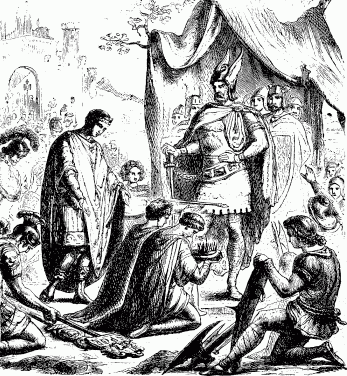
Romulus Augustulus dépose les ornements impériaux aux pieds d'Odoacre. Illustration d'un manuel d'histoire de 1880.

Le départ de Népos permet à Oreste de régler les affaires de Gaule à l'avantage des Wisigoths, qui ont pris possession de l'Auvergne et des Burgondes. Les divers groupes germains qui composent maintenant l'armée romaine estiment bientôt qu'ils sont moins bien traités que les ennemis de Rome. La révolte gronde alors dans le corps formé de Ruges, de Scyres et de Turcilinges stationnés en Ligurie, qui exige de recevoir des terres équivalant au tiers du territoire de l'Italie. Oreste refuse. La mutinerie dégénère alors en révolte et Odoacre prend le commandement des mutins. Appelant à l'aide tous les barbares qui veulent rejoindre son camp, il est bientôt à la tête d'une armée imposante,.

## Déposition de Romulus Augustule
Oreste se réfugie alors à Ravenne, y concentrant tout ce qui reste d'armée loyale en Italie. Battu une première fois dans la plaine de Lodi, Oreste s’enfuit à Pavie qu’Odoacre emporte après un court siège. C’est après cette victoire le 23 août 476 que ses troupes le proclament « roi » d'Italie ou du royaume d'Odoacre,. Capturé, Oreste est mis à mort le 28 août, une année exactement après son arrivée à Ravenne. Odoacre se dirige alors vers Ravenne que défend le frère d’Oreste et oncle du jeune Romulus Augustulus, le comte Paulus, qui subit le même sort que son frère au début septembre. Apprenant que la ville est prise, le jeune empereur se défait de ses ornements impériaux et tente d’aller se cacher. Il est amené devant Odoacre qui, ému de son âge et de sa beauté, non seulement épargne sa vie, mais l’envoie vivre dans le domaine de Campanie où se trouve déjà sa famille en lui accordant une rente viagère de 6 000 solidi.

## Règne sur l’Italie (476-493)

### Situation institutionnelle d'Odoacre jusqu'à la mort de Julius Nepos (476-480)
Après la déposition de Romulus Augustule, Odoacre conquiert le reste de l’Italie où ses troupes se conduisent en pays conquis puis entre dans Rome dont les habitants, effrayés, se hâtent de le reconnaître comme souverain. S’il conserve le titre de « roi » que lui ont attribué ses soldats, il n’y ajoute ni nom de territoire ni de peuple.
La situation juridique d'Odoacre est complexe. Du point de vue de l'empereur d'Orient à Constantinople, Odoacre est patrice d'Italie. Il a simplement déposé un usurpateur, puisque l’empereur d'Occident légitime est Julius Nepos. Odoacre continue d'ailleurs à reconnaître celui-ci comme empereur, puisque les pièces de monnaie qu’il fait émettre sont au nom de Nepos jusqu’à la mort de celui-ci en 480. Aux yeux du Sénat et du peuple de Rome, il peut être vu comme un dictateur, à l’instar de Sylla ou de Jules César autrefois,.

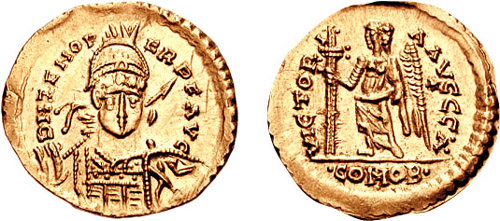
Solidus d'Odoacre au nom de Zénon.

En 476, une révolution ramène sur le trône de l’Empire d’Orient l’empereur Zénon qui en a été chassé par son compagnon d’armes, Basiliscus. Deux délégations se rendent à Constantinople pour le féliciter. La première est celle de Julius Nepos, neveu du vieil empereur Léon, qui est du même parti que Zénon. Il lui demande donc de l’argent, une armée et une flotte pour reprendre l’Occident. La deuxième est celle du Sénat de Rome qui a renvoyé les ornements impériaux à Constantinople ; cette délégation apporte une lettre de l’ex-empereur Romulus dans laquelle celui-ci est d’avis que l’« Occident n’a plus besoin d’un empereur particulier pour se gouverner » et le prie d’accorder le titre de « patrice » à Odoacre, ce qui en ferait le régent de fait d’Italie,.
La réponse de Zénon est très dure à l’égard des sénateurs, à qui il reproche d’avoir tué Anthémius et chassé Nepos, empereurs légitimes envoyés par Constantinople, et ambiguë à l’endroit d’Odoacre à qui, tout en lui donnant le titre de patrice, il demande de reconnaître Nepos comme souverain légitime d’Occident.

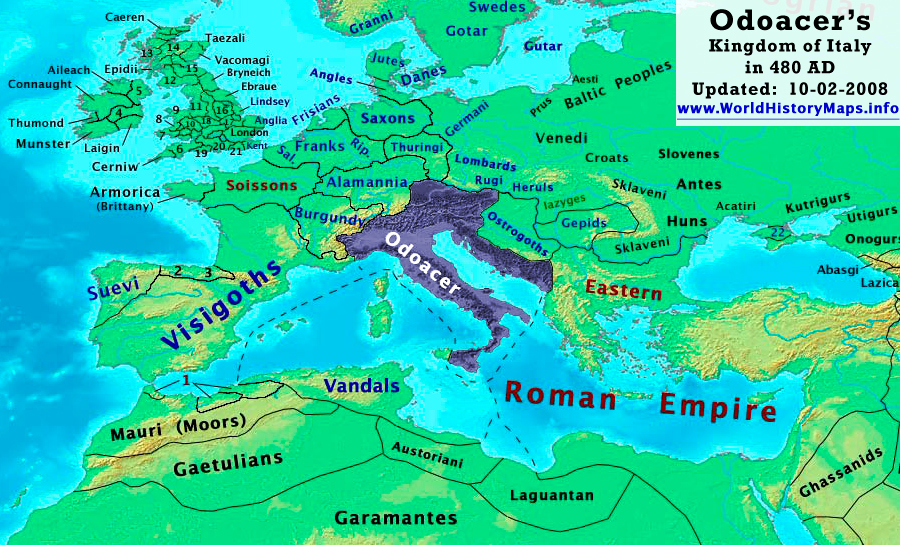
L'Italie d'Odoacre en 480.

### Politique extérieure après 480
Le meurtre en mai 480 de Julius Nepos par Victor et Ovida, deux officiers de l’ex-empereur Glycérius met fin au dilemme. Odoacre se fait un devoir de poursuivre et de faire exécuter les assassins. Il annexe la Dalmatie à son territoire. Par la suite, il conclut un traité d’alliance avec les Wisigoths du royaume de Toulouse, à qui il cède la Gaule narbonnaise, et s’entend avec le roi des Vandales Hunéric pour se faire remettre la Sicile.
En 487, il défait les Ruges de Norique, province romaine devenue royaume théocratique sous la gouverne du moine Séverin, et s’empare de leur roi, Feletheus. Frédéric, fils de celui-ci, ayant pris la régence, Odoacre envoie contre lui son frère Hunulf, qui évacue les derniers sujets de Séverin et les réinstalle en Italie, tandis que les Ruges restant s’enfuient chez les Ostrogoths.

### Politique intérieure
À l’intérieur, conformément à ses promesses, Odoacre procède à la confiscation du tiers des terres d’Italie au profit de ses soldats. Toutefois, militaires depuis leur plus jeune âge, ceux-ci ne connaissent presque rien à l’agriculture et en quelques années ce « tiers barbare » revient dans des mains romaines. Mais s’il concède des terres ou accorde des remises de taxes aux Germains qui se sont installés en Italie, il laisse intactes les institutions romaines et maintient de bonnes relations avec le Sénat dont les membres sont régulièrement nommés à des postes d’importance. Le Sénat acquiert même un prestige accru tant parce qu’Odoacre tient à s’assurer de l’appui des sénateurs dans ses négociations avec Constantinople que pour prévenir toute tentative de rétablir l’empire d’Occident. On voit même réapparaître pour la première fois depuis le milieu du IIIe siècle des pièces de monnaie avec la légende S(enatus) C(onsulto) (« le Sénat ayant été consulté »).
Bien qu'arien, il maintient de bonnes relations avec l’Église, d'orientation nicéenne, manifestant beaucoup d’admiration pour l’évêque Épiphane. À la demande de celui-ci, il accorde une immunité de taxes aux habitants de la Ligurie, et par la suite intervient pour libérer ceux-ci des abus du préfet du prétoire. De même, la biographie du pape Félix III dans le Liber Pontificalis mentionne que le règne du pontife se déroule sous celui d’Odoacre sans aucune récrimination à son sujet,.

## La guerre contre les Ostrogoths (488-493)

### Combats de 488 à 491
Si l’empereur Zénon ne porte guère d’intérêt à ce qui se passe en Occident, la conquête de la Dalmatie par Odoacre laisse pressentir en lui un rival dangereux. De plus, on soupçonne Odoacre d’entretenir une correspondance avec Illus, qui a appuyé la révolte de Basiliscus contre Zénon, et qui s’est ensuite ravisé avant d’entrer en conflit avec l’impératrice douairière Vérina et de donner son appui à la révolte de Léontius. Zénon entreprend donc d’abattre Odoacre et, pour y parvenir, promet aux Ostrogoths et à leur roi, Théodoric, la péninsule italienne s’ils parviennent à renverser Odoacre. Pour sa part, Odoacre élève son fils Thela à la dignité de César l’année suivante, première étape semble-t-il avant de le faire proclamer Augustus.

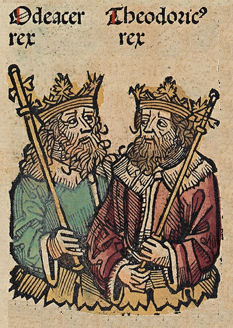
Les rois Odoacre et Théodoric, extrait des Chroniques de Nuremberg (XVe siècle).

Après avoir été vaincu par les troupes d’Odoacre, Frédéric, le fils du roi défait Feletheus, s’est réfugié auprès de Théodoric. En 489, Théodoric traverse les Alpes avec ses Ostrogoths et pénètre en Italie. Le 28 août, il affronte Odoacre à Isonzo et le défait. Odoacre s’enfuit alors à Vérone où il arrive le 27 septembre. Théodoric l’y poursuit et le défait une seconde fois trois jours plus tard. Pendant qu’Odoacre lui-même se réfugie à Ravenne, le gros de son armée commandé par le général en chef, Tufa, reste à Mediolanum. Théodoric traverse l’Italie pour affronter Tufa, mais celui-ci se rend aux Ostrogoths. Théodoric, qui n’a aucune raison de douter de la loyauté de son nouveau général, envoie celui-ci à Ravenne à la tête d’un détachement de soldats d’élite. Toutefois, Tufa change à nouveau de camp, le détachement qui lui a été confié est anéanti et Théodoric subit ainsi une première défaite importante en sol italien. Théodoric recule et va chercher refuge à Ticinum. Odoacre sort alors de Ravenne pour aller assiéger son rival. Pendant que les deux chefs goths sont ainsi occupés, les Burgondes, profitant de l’occasion, pillent et dévastent la Ligurie. De nombreux Romains sont capturés et ne retrouvent la liberté que lorsque Théodoric verse leur rançon quelque trois ans plus tard.
L’été suivant, le roi wisigoth Alaric II envoie des renforts à son compatriote, forçant Odoacre à lever le siège. Théodoric peut ainsi sortir de Ticinum et, le 11 août 490, les armées des deux rois s’affrontent sur la rivière Adda. Odoacre est à nouveau vaincu et doit retourner à Ravenne, où Théodoric vient l’assiéger.

### Le siège de Ravenne (491-493)
Entourée de marécages et d’estuaires, pouvant être ravitaillée par de petits bateaux venant de l’intérieur du pays, Ravenne est pratiquement imprenable. De plus, Tufa reste hors de portée dans la vallée stratégique de l’Adige, près de Trente, où il reçoit des renforts pendant que des désertions de plus en plus nombreuses clairsèment les rangs de l’armée de Théodoric. La même année, les Vandales envahissent la Sicile. Pendant que Théodoric tente de les défaire, son allié, Frédéric, roi des Ruges, commence à opprimer les habitants de Pavie, que ses forces ont pour mission de protéger. Théodoric intervient à la fin d’août 491 et oblige Frédéric à fuir et à se réfugier avec ses forces auprès de Tufa. Les deux chefs en viennent toutefois à se quereller et en venir aux mains au cours d’une bataille où tous deux sont tués.
Il est toutefois trop tard pour Odoacre. Une sortie en masse de Ravenne dans la nuit du 9 au 10 juillet 491 se termine par un désastre et la mort du magister militum, Livilia, ainsi que des meilleurs soldats hérules.
L’année suivante, les Goths assemblent suffisamment de navires dans le port de Rimini pour monter un blocus efficace de Ravenne. Malgré tout, la guerre se prolonge jusqu’au 25 février 493

### Accord de paix (25 février 493) et assassinat d'Odoacre (16 mars)
L’évêque de Ravenne, Jean, réussit alors à négocier un accord entre les deux hommes, en vertu duquel ils occuperont conjointement la ville et se partageront le pouvoir.
Théodoric fait son entrée dans la ville et convie Odoacre à un banquet dans un palais du nom de « Ad Laurentum (Au bosquet de lauriers) ».
Il s’agit d’un piège et Théodoric tue Odoacre de sa propre main le 16 mars,.

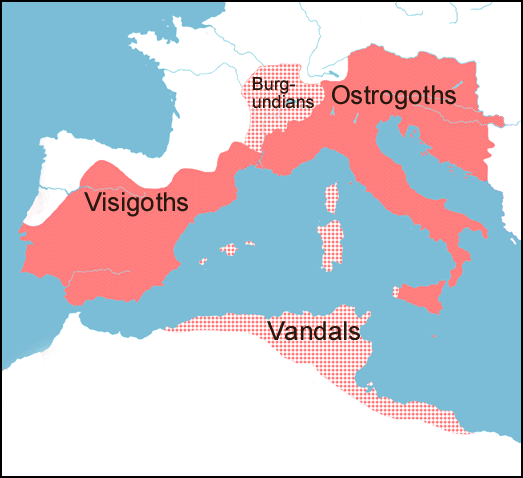
L'empire de Théodoric le Grand en 523.

Théodoric ordonne également de tuer tous les soldats d’Odoacre que l’on peut trouver ainsi que les membres de sa famille. La femme d’Odoacre, Sunigilda, est lapidée et son frère Hunulf tué par des archers alors qu’il tente de trouver refuge dans une église. Théodoric exile le fils d’Odoacre Thela en Gaule et le fait exécuter lorsque celui-ci tente de revenir en Italie,.

### Avènement de Théodoric
Théodoric qui, aux yeux de Constantinople, n’est toujours que magister utriusque militiæ et patricius, ne manifeste pas la même retenue qu’Odoacre qui, roi aux yeux des Germains, reste patrice d’Italie aux yeux de l'empereur d'Orient. En 490, trois ans avant la mort d’Odoacre, il envoie le sénateur Festus demander en son nom à l’empereur Zénon de pouvoir porter la pourpre. Anastase, qui a succédé à Zénon, refuse.
Après la mort d’Odoacre, Théodoric se hâte de se faire proclamer roi des Ostrogoths, position qui n’exige pas la confirmation de Constantinople. En 497, Festus est à nouveau envoyé à Constantinople ; cette fois, Anastase lui remet les insignes impériaux qu’Odoacre lui avait renvoyés. Sans adopter le titre d’empereur, Théodoric est reconnu comme roi d’Italie.

## Odoacre dans la littérature
- Jean d'Ormesson, Histoire du Juif Errant, 1990 : le héros est fait prisonnier par Odoacre et devient son interprète jusqu'au massacre de Ravenne.